# بيتر روك (موسيقي)
بيتر روك (بالإسبانية: Peter Rock)‏ هو موسيقي ومغني وكاتب أغاني وعازف قيثارة تشيلي، ولد في 4 سبتمبر 1945 في فيينا في النمسا، وتوفي في 16 أبريل 2016 في فينيا ديل مار في تشيلي بسبب تصلب جانبي ضموري.

## وصلات خارجية
- بيتر روك على موقع IMDb (الإنجليزية)
- بيتر روك على موقع ميوزك برينز (الإنجليزية)
- بيتر روك على موقع قاعدة بيانات الفيلم (الإنجليزية)